# دله للخدمات الصحية
شركة دله للخدمات الصحية هي شركة سعودية مساهمة، وبدأت أعمال الشركة عند تأسيس مستشفى دله في مدينة الرياض عام 1987م كمؤسسة فردية مملوكة لصالح عبدالله كامل بسعة 237 سرير لتكون واحدة من أكبر المستشفيات بالمملكة بسعة الأسرة. ثم تأسست شركة دله للخدمات الصحية في سنة 1415هـ /1994م، كشركة ذات مسئوولية محدودة. ثم تمت الموافقة على تحويل الشركة إلى شركة مساهمة مقفلة وذلك عام 1429هـ / 2008م وتعديل اسمها إلى شركة دلة للخدمات الصحية.

## مجالات العمل
تصنف أعمال شركة دله للخدمات الصحية إلى أربعة أقسام عمل أساسية هي:
- مستشفيات دله:
  - مستشفى دله نمار.
  - مستشفى دله النخيل.
  - مستشفى دله الخبر.
  - مستشفى دله الأحساء.
- دله فارما.
- التشغيل والإدارة .
- الاستثمارات .

## أنظر أيضاً
- المواساة للخدمات الطبية
- السعودي الألماني الصحية
- مجموعة علاج الطبية
- مجموعة الحبيب الطبية
- مجموعة أندلسية
- مجموعة مستشفيات المانع
- مجموعة العبير الطبية
- مجموعة فقيه للرعاية الصحية
- مستشفيات الحياة الوطني
- مستشفيات الحمادي
- الوطنية للرعاية الطبية
- قائمة المستشفيات في السعودية